# Nagroda Ig Nobla

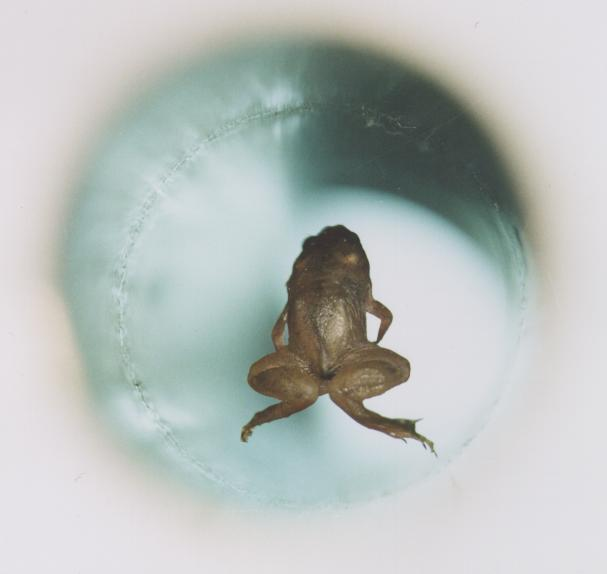
Badania nad lewitacją magnetyczną latającej żaby przyniosła w 2000 r. Andriejowi Gejmowi z Uniwersytetu w Nijmegen oraz Michaelowi Berry’emu z Uniwersytetu Bristolskiego nagrodę Ig Nobla z fizyki

Nagroda Ig Nobla – humorystyczny odpowiednik Nagrody Nobla za prace naukowe, które najpierw śmieszą, a potem skłaniają do myślenia oraz odkrycia, które nie mogą lub nie powinny być powtarzane, przyznawane przez czasopismo Annals of Improbable Research, kierowane przez Marca Abrahamsa z Cambridge w Massachusetts. Ideą tej nagrody jest popularyzowanie nauki i pokazanie zabawnych aspektów pracy naukowca. Nagradzane prace mają najczęściej faktyczną wartość naukową i ich zabawność jest jedynie dodatkowym atutem. W 2013 r. nagroda miała wymiar finansowy: 10 bilionów dolarów Zimbabwe, czyli około 4 dolarów amerykańskich.

## Historia
Nazwa pochodzi od angielskiego słowa ignoble (niegodziwy), które jest przeciwieństwem słowa noble, wymawianego tak samo jak słowo Nobel w znaczeniu Nagrody Nobla.
Pierwsze Ig Noble zostały przyznane w 1991 r. za odkrycia, których „nie da się lub nie powinno się powtarzać”. Jednak poza trzema odkryciami z 1991 r. większość nagród dotyczy prac, które zostały rzeczywiście przeprowadzone.

## Ceremonia
Nagrody są wręczane przez laureatów Nagrody Nobla. Ceremonia najpierw miała miejsce w sali wykładowej Massachusetts Institute of Technology, a od 2006 r. w Sanders Theatre na Uniwersytecie Harvarda. W kilka dni po przyznaniu nagród naukowcy, którzy je otrzymali, mają szansę wygłosić ogólny wykład opisujący ich dokonania. Ceremonia jest sponsorowana przez Harvard Computer Society, Harvard-Radcliffe Science Fiction Association oraz Harvard-Radcliffe Society of Physics Students.

## Przykłady nagrodzonych badań

### Pływanie w syropie
W 2004 r. opublikowano wyniki badań Edwarda Cusslera, który wraz ze swym studentem przeprowadził eksperyment w celu stwierdzenia, czy człowiek pływa szybciej, czy wolniej w lepkiej cieczy (przypominającej syrop). Eksperyment przeprowadzony został w 25-metrowym basenie wypełnionym wodą zmieszaną z 310 kg gumy guarowej (polisacharyd o rozgałęzionej budowie i dużej masie cząsteczkowej), cechującej się wysoką lepkością. Roztwór ten miał inną lepkość, ale nie gęstość, niż woda. Okazało się, że pływanie w „syropie” jest równie proste co w wodzie i nie zmienia prędkości pływania – ciecz taka stawia większy opór lepkościowy, ale też ruch ramion jest w nim bardziej efektywny.
Jednak dla bardzo małych obiektów zwiększenie lepkości jest bardzo istotne – dlatego pływanie mikroskopijnych zwierząt (np. zooplanktonu) w wodzie przypomina poruszanie się człowieka w smole. Podobnie jest z ruchem małych kropli chmurowych w powietrzu. Eksperyment ten jest przykładem wpływu liczby Reynoldsa na charakterystykę ruchu w cieczy.

### Kłaczki w pępku
Przez wiele lat spekulowano na temat ich pochodzenia, ale dopiero w 2001 r. Karl Kruszelnicki z Uniwersytetu w Sydney, w Australii, przeprowadził systematyczne badania, które doprowadziły do zrozumienia tego zjawiska:
- kłaczki w pępku składają się głównie z włókien z ubioru zmieszanych z komórkami skóry oraz włosami
- przeciwnie do początkowych hipotez, migrują one do góry (od bielizny), a nie do dołu (z koszul, bluzek czy podkoszulków); ten kierunek jest wynikiem tarcia włosków skóry o majtki
- kobiety mają mniej kłaczków w pępku, ponieważ ich włoski są delikatniejsze i krótsze; odwrotnie wygląda sytuacja u starszych mężczyzn, którzy mają ostrzejsze i liczniejsze włosy
- charakterystyczne niebieskie zabarwienie brudów w pępku jest związane z niebieskimi włóknami często występującymi w odzieży
- paprochy w pępku nie stwarzają żadnego zagrożenia dla zdrowia człowieka.

Za te badania Karl Kruszelnicki dostał Nagrodę Ig Nobla w 2002 r.
Graham Barker z Perth w Zachodniej Australii jest wpisany do Księgi rekordów Guinnessa jako posiadacz rekordowo brudnego pępka. Barker akumulował kłaczki przez 20 lat, od 17 stycznia 1984 r. Średnio dziennie akumulował 3,03 miligrama odpadów. Wbrew wynikom badań Kruszelnickiego, brudy pępkowe Barkera miały kolor czerwony, i to mimo tego, że bardzo rzadko nosił czerwone części garderoby.

## Lista laureatów powiązanych z Polską
Umieszczenie na tej liście nie ma związku z narodowością, ani miejscem zamieszkania, a jedynie występowanie związku, przynajmniej incydentalnego, nieformalnego, niebezpośredniego, lub negatywnego związku z Polską.
- Nagroda w 1993 r. z literatury – dla E. Topola, R. Califfa, F. Van de Werfa, P. W. Armstronga oraz 972 współautorów, za opublikowanie artykułu naukowego z medycyny, w którym liczba autorów jest większa 100 razy od liczby stron artykułu. Autorzy są z następujących krajów: Australia, Belgia, Kanada, Francja, Niemcy, Irlandia, Izrael, Luksemburg, Holandia, Nowa Zelandia, Polska, Hiszpania, Szwajcaria, Stany Zjednoczone, Wielka Brytania.
- Wojciech Kopczuk – nagroda w dziedzinie ekonomii za rok 2001 za pracę na temat związków daty śmierci z podatkiem od spadków.
- Nagrodę z dziedziny literatury w 2009 r. dla policji irlandzkiej za mandaty drogowe wypisywane "recydywiście" o nazwisku Prawo Jazdy (funkcjonariusze mylili nazwę dokumentu z imieniem) odebrała Polka, Karolina Lewestam[5].
- W zespole nagrodzonym w dziedzinie medycyny w 2011 r. znalazł się amerykański syn polskiego imigranta, Robert Pietrzak.
- W 2019 r. zespół z Uniwersytetu Technologiczny Nanyang i Uniwersytet Gdański, w którego skład wchodzili Agnieszka Górecka, Aleksandra Urbanek oraz Tomasz Paterek otrzymał nagrodę w dziedzinie biologii za odkrycie, że martwe karaluchy amerykańskie mają inne właściwości magnetyczne, niż żywe[6].
- W 2020 r. Christopher Watkins, Juan David Leongómez, Jeanne Bovet, Agnieszka Żelaźniewicz, Max Korbmacher, Marco Antônio Corrêa Varella, Ana Maria Fernandez, Danielle Wagstaff i Samuela Bolgan  otrzymali nagrodę w kategorii Ekonomia za „próbę oszacowania relacji między nierównością dochodu narodowego w różnych krajach a średnią ilością pocałunków w usta”.
- W 2022 r. Marcin Jasiński, Martyna Maciejewska, Anna Brodziak, Michał Górka, Kamila Skwierawska, Wiesław Jędrzejczak, Agnieszka Tomaszewska, Grzegorz Basak oraz Emilian Snarski z Warszawskiego Uniwersytetu Medycznego otrzymali nagrodę w dziedzinie medycyny za wykazanie, że pacjenci onkologiczni, poddawani radio- i chemioterapii wykazywali mniej szkodliwych skutków ubocznych, jeśli podawano im lody[7][8].

## Przypadek Andrieja Gejma
- W historii wystąpił przypadek wręczenia Nagrody Nobla osobie, która wcześniej była laureatem Ig Nobla. Osobą tą był Andriej Gejm, który najpierw w 2000 r. dostał Ig Nobla za badania nad lewitującymi żabami, a potem w 2010 r. Nobla za odkrycie grafenu.